# Povijest Srednje Amerike
Bogato obdarena prirodnim bogastvima, Srednja Amerika je imala burnu povijest, s građanskim ratovima, revolucijama i strašnim zastojima. Ovo područje bilo je postojbina velike civilizacije Maya, no u 16. stoljeću stigli su Španjolci te naselili Meksiko i ostale zemlje na jugoistoku. Kao španjolska kolonija, ovo područje zvalo se Generalna kapetanija Guatemala, a glavni grad bio je Ciudad de Guatemala. Malena skupina bogatih španjolskih trgovaca rođenih u Srednjoj Americi dominirala je unosnom trgovinom indigo bojila, a ujedno i političkim životom ove kolonije. Ovim područjem vladao je generalni kapetan Guatemale i njegove vijeće Ciudad de Guatemali. Nakon stjecanja nezavisnosti 1820. godine, ova je regija podjeljena na zasebne zemlje kojima je vladalo nekoliko bogatih obitelji. Tijekom 20. stoljeća u politiku Srednje Amerike nekoliko puta intervenirao je SAD, pružajući pomoć i oružje.

### Maya
Civilizacija Maya bila je na svom vrhuncu u šumovitom tropskom nizinskom području Gvatemale od 250. do 900. godine n. e. Tu je narod Maya gradio gradove sa stepeničastim piramidama. Oko 900. godine Tolteci sa sjevera pokorili su narod Maya. Oko 1200. Maye su se oporavile, no ponovo su nazadovali u vrijeme španjolske okupacije.

## Nezavisnost
Slijedeći primjer Meksika, godine 1821. srednja Amerika proglasila je nezavisnost. Predlagala se federacija novih država, no političari se nisu mogli složiti kakav bi oblik trebala poprimiti. Nesuglasice su dovele 1838. do rata i raspada ove regije na pet samoupravnih republika.

### Kava
Godina 1850-ih u svijetu je vladala velika potražnja za kavom. Bogati zemljoposjednici počeli su uzgajati velike količine kave protjerujući lokalno stanovništvo s njihove zemlje. Izvoz kave omogućio je Kostariki i Salvadoru da krajem 19. stoljeća postignu određenu stabilnost, no promjenjiva cijena kave kasnije je dovela do problema.

### Panamski kanal
Uz vojnu podržku SAD-a, Panama se odvojila od Kolumbije 1903. Građevinari iz SAD-a izgradili su veliki kanal koji povezuje Atlantski i Tihi ocean. Panamski kanal, koji prolazi južnim dijelom zemlje, otvoren je 1914. Nakon toga panamsko gospodarstvo gotovo potpuno ovisi o SAD-u.

## Suvremena Srednja Amerika
Goleme razlike između bogatih i siromašnih, uz snažan ekonomski, politički i kulturni utjecaj SAD-a, učinile su Srednju Ameriku 20. stoljeća nemirnim područjem. Mnogi vladari su bili diktatori i vlade su se brzo mijenjale pa su postojali vrlo slabi izgledi za političku stabilnost. Bilo je mnogo revolucija koje su često bile ugušivane uz mnogobrojne žrtve.

### Obitelj Somoza
Anastasio Somosa i njegovi sinovi vladali su Nikaragvom od 1937. do 1979. Gospodarstvo pod njihovom vladavinom je napredovalo, no bila je silno raširena korupcija. Godine 1979. pobuna pod vodstvom sandinista (ljevičarska skupina, ime dobila po bivšem socijalističkom vođi Augustu Sandinu) svrgnula je Somoze s vlasti.

### Daniel Ortega
Socijalistički političar Daniel Ortega (r.1945.) postao je poglavar Nikaragve 1981. i pobijedio na slobodnim izborima 1984. No, nije mu uspjelo osloboditi svoju zemlju od sukoba između desničarskih političara s potporom SAD-a i svojih ljevičarskih saveznika.

## Intervencija SAD-a
Tijekom 20. stoljeća SAD je vrlo brzo izravno uključen u srednjoameričke sukobe. Godine 1909. sad je podupirao desničarsku revoluciju u Nikaragvi, i ova je zemlja bila pod okupacijom mornarice SAD-a do 1933. kad ih je, nakon gerilskog rata, na povlačenje prisilio Augusto Sandino (1895. – 1934.). Poslije je SAD intervenirao da bih ugušio ljevičarske revolucije i spriječio širenje komunizma tijekom hladnog rata. U novije vrijeme SAD je podupirao pobunjenike (desničarsku gerilu) u Nikaragvi, a 1989. izvršio je invaziju na Panamu radi svrgavanja korumpiranog vladara generala Manuela Noriege.

### Oscar Romero
Nadbiskup Oscar Romero (1917. – 1980.) bio je na čelu katoličke cekve u Salvadoru. Čitajući Bibliju počeo je tražiti bolje uvjete za siromašne. Godina 1970-ih mnogi katolici počeli su se uključivati u socijalne aktivnosti. To je uznemiravalo vladu koja je zaposlila plaćenike da ubijaju svećenike. Kada se Romero sve gorljivije počeo zauzimati za obespravljene i prozivati javno vladine eskadrone smrti za nasilje nad nevinim seljacima, campesinosima, i sam je ubijen.

## Vanjske poveznice
- Karte departmana (1: 250,000  Arhivirana inačica izvorne stranice od 16. siječnja 2010. (Wayback Machine)